# Вачани
Вачани (хорв. Vaćani) — населений пункт у Хорватії, у Шибеницько-Книнській жупанії у складі міста Скрадин.

## Населення
Населення за даними перепису 2011 року становило 120 осіб.
Динаміка чисельності населення поселення:

## Клімат
Середня річна температура становить 14,19 °C, середня максимальна – 28,76 °C, а середня мінімальна – 0,24 °C. Середня річна кількість опадів – 809 мм.
| Клімат поселення                              | Клімат поселення | Клімат поселення | Клімат поселення | Клімат поселення | Клімат поселення | Клімат поселення | Клімат поселення | Клімат поселення | Клімат поселення | Клімат поселення | Клімат поселення | Клімат поселення | Клімат поселення |
| Показник                                      | Січ.             | Лют.             | Бер.             | Квіт.            | Трав.            | Черв.            | Лип.             | Серп.            | Вер.             | Жовт.            | Лист.            | Груд.            |                  |
| Середній максимум, °C                         | 10,26            | 11,07            | 13,97            | 17,28            | 22,32            | 26,17            | 28,76            | 28,48            | 24,11            | 19,75            | 14,05            | 10,88            |                  |
| Середня температура, °C                       | 5,26             | 6,06             | 8,96             | 12,27            | 17,29            | 21,15            | 24,30            | 24,04            | 19,65            | 15,31            | 9,59             | 6,43             |                  |
| Середній мінімум, °C                          | 0,24             | 1,05             | 3,95             | 7,26             | 12,28            | 16,15            | 19,85            | 19,59            | 15,21            | 10,84            | 5,14             | 1,98             |                  |
| Норма опадів, мм                              | 70               | 62               | 68               | 72               | 58               | 56               | 32               | 46               | 79               | 86               | 98               | 82               |                  |
| Середньомісячна швидкість вітру, м/с          | 2.28             | 2.45             | 2.66             | 2.60             | 2.30             | 2.07             | 2.10             | 1.93             | 2.08             | 2.14             | 2.56             | 2.52             |                  |
| Середньомісячна сонячна радіація, кДж/м²·день | 5221             | 7977             | 11643            | 16337            | 20401            | 22863            | 24467            | 21425            | 15961            | 10240            | 5680             | 4453             |                  |
| --------------------------------------------- | ---------------- | ---------------- | ---------------- | ---------------- | ---------------- | ---------------- | ---------------- | ---------------- | ---------------- | ---------------- | ---------------- | ---------------- | ---------------- |
| Джерело:                                      |                  |                  |                  |                  |                  |                  |                  |                  |                  |                  |                  |                  |                  |